# Belgian Angel Stout
Belgian Angel stout is een Belgisch bier van hoge gisting.
Het bier wordt gebrouwen in Brouwerij Brootcoorens te Erquelinnes.
Het is een donkerbruin bier, type stout met een alcoholpercentage van 5,2%.